# Portret trumienny Stanisława Woyszy
Portret trumienny Stanisława Woyszy – obraz nieznanego malarza warszawskiego, namalowany na blasze ok. roku 1677. Dzieło to jest przykładem portretu trumiennego szlachty polskiej doby baroku. Portret trumienny był jednym z elementów dekoracji żałobnej stawianej przy katafalku dla uczczenia zmarłego. Malowany na blasze wizerunek osoby zmarłej umieszczano na szczycie trumny tak, by twarz zmarłego mogła spoglądać z portretu na żałobników w czasie wystawnej ceremonii pogrzebowej. 
Obraz ma formę sześciokąta nieforemnego. Podstoli smoleński ubrany jest zgodnie z ówcześnie panującą modą. Głowa, inaczej niż w portrecie sarmackim, jest bez nakrycia. W lewym rogu kartusz z herbami. Dookoła kartusza inicjały: S. W.|Z. B.|P. S., co może oznaczać: Stanisław Woysza z Bzowa, Podstoli Smoleński. 
Stanisław Woysza z Bzowa był podstolim smoleńskim, sekretarzem i dworzaninem królewskim. Zmarł w lutym 1677 r. Grobowiec jego przed II wojną światową znajdował się w kościele św. Marcina na Starym Mieście w Warszawie. Nieznanymi drogami portret trafił do Galerii Portretu przy pałacu w Wilanowie.